# 埃米嫩斯 (密蘇里州)
埃米嫩斯（英語：Eminence）是位於美國密蘇里州香農縣的城市。同時該地也是香農縣的縣治。

## 人口
根據2020年美國人口普查的數據，埃米嫩斯的面積為4.88平方千米，皆為陸地。當地共有人口515人，而人口密度為每平方千米106人。